# Gregor Cankar
Gregor Cankar (Celje, 25 gennaio 1975) è un ex lunghista sloveno.

## Palmarès
| Anno | Manifestazione          | Sede       | Evento         | Risultato | Prestazione | Note |
| ---- | ----------------------- | ---------- | -------------- | --------- | ----------- | ---- |
| 1995 | Mondiali indoor         | Barcellona | Salto in lungo | 19º       | 7,65 m      |      |
| 1995 | Universiadi             | Fukuoka    | Salto in lungo | Bronzo    | 8.18 m (w)  |      |
| 1997 | Giochi del Mediterraneo | Bari       | Salto in lungo | Oro       | 8,00 m      |      |
| 1997 | Universiadi             | Catania    | Salto in lungo | Bronzo    | 8,11 m      |      |
| 1999 | Mondiali                | Siviglia   | Salto in lungo | Bronzo    | 8,36 m      |      |